# Rouvroy, Aisne
Rouvroy là một xã ở tỉnh Aisne, vùng Hauts-de-France thuộc miền bắc nước Pháp.